# Sybax
Sybax är ett släkte av skalbaggar. Sybax ingår i familjen Aphodiidae.
Kladogram enligt Catalogue of Life:
| Sybax | \| \| Sybax distortus \| \| \| \| \| \| Sybax impressicollis \| \| \| \| \| \| Sybax sulcicollis \| \| \| \| |
|       | \| \| Sybax distortus \| \| \| \| \| \| Sybax impressicollis \| \| \| \| \| \| Sybax sulcicollis \| \| \| \| |
|       | Sybax distortus                                                                                              |
|       | |
|       | Sybax impressicollis                                                                                         |
|       | |
|       | Sybax sulcicollis                                                                                            |
|       | |